# Forteresse de Fredriksberg

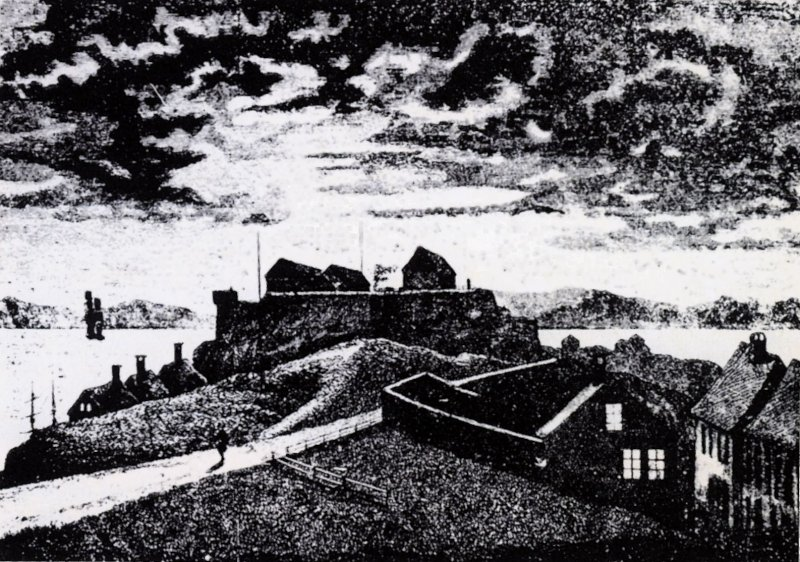
Fredriksberg, dessin de 1875 par Nicolay Nilsen

La forteresse de Fredriksberg est construite sur le point culminant de la péninsule de Nordnes et nommée d'après Frédéric III de Danemark.
- Construite en 1666-1667 après la bataille de Vågen par l'ingénieur-major général danois Rüse (1624-1679).
- Modifiée en 1695, 1706, 1810 et 1843.
- Lieu d'exécutions de 1667 à 1876.
- Tombe en partie en ruines ensuite, le parc de Nordnes est construit de 1888 à 1898.

- Convertie en tour d'observation en 1905 après le grand feu de 1901, remplace la tour d'observation de la cathédrale Domkirken. Équipe:
  - Un chef.
  - Un ouvrier.
  - Un cheval.
  - Quatre agents.
- Fermée en 1926 car rendue superflue par le développement.
- Depuis, c'est le quartier général du Nordnæs Bataillon, un buekorp.